# Liste des résolutions du Conseil de sécurité des Nations unies adoptées en 2006
Les résolutions du Conseil de sécurité des Nations unies sont les décisions qui sont votées par le Conseil de sécurité des Nations unies.
Une telle résolution est acceptée si au moins neuf des quinze membres (depuis le 17 décembre 1963, 11 membres avant cette date) votent en sa faveur et si aucun des membres permanents qui sont la Chine, les États-Unis, la France, le Royaume-Uni et la Russie (l'Union soviétique avant 1991) n'émet de vote contre (qui est désigné couramment comme un veto).

## résolutions 1652 à 1659
- Résolution 1652 : la situation en Côte d’Ivoire.
- Résolution 1653 : la situation dans la région des Grands Lacs africains.
- Résolution 1654 : la situation concernant la République démocratique du Congo.
- Résolution 1655 : la situation au Moyen-Orient.
- Résolution 1656 : la situation en Géorgie.
- Résolution 1657 : la situation en Côte d’Ivoire.
- Résolution 1658 : la situation en Haïti.
- Résolution 1659 : la situation en Afghanistan.

## résolutions 1660 à 1669
- Résolution 1660 : tribunal pénal international chargé de juger les personnes accusées de violations graves du droit international humanitaire commises sur le territoire de l’ex-Yougoslavie depuis 1991.
- Résolution 1661 : la situation entre l’Érythrée et l’Éthiopie.
- Résolution 1662 : la situation en Afghanistan.
- Résolution 1663 : rapports du secrétaire général sur le Soudan.
- Résolution 1664 : la situation au Moyen-Orient.
- Résolution 1665 : rapports du secrétaire général sur le Soudan.
- Résolution 1666 : la situation en Géorgie.
- Résolution 1667 : la situation au Liberia.
- Résolution 1668 : tribunal pénal international chargé de juger les personnes accusées de violations graves du droit international humanitaire commises sur le territoire de l’ex-Yougoslavie depuis 1991.
- Résolution 1669 : la situation concernant la République démocratique du Congo.

## résolutions 1670 à 1679
- Résolution 1670 : la situation concernant la République démocratique du Congo.
- Résolution 1671 : autorisation du déploiement temporaire d'une force de l'Union européenne (« Eufor R.D Congo ») destinée à soutenir la MONUC durant la période entourant les élections en République démocratique du Congo (adoptée le 25 avril 2006 lors de la 5421e séance).
- Résolution 1672 : rapports du secrétaire général sur le Soudan.
- Résolution 1673 : non-prolifération des armes de destruction massive.
- Résolution 1674 : protection des civils dans les conflits armés.
- Résolution 1675 : prorogation du mandat de la Mission des Nations unies pour l'organisation d'un référendum au Sahara occidental (MINURSO) (adoptée le 28 avril 2006 lors de la 5431e séance).
- Résolution 1676 : la situation en Somalie.
- Résolution 1677 : la situation au Timor-Leste.
- Résolution 1678 : la situation entre l’Érythrée et l’Éthiopie.
- Résolution 1679 : rapports du secrétaire général sur le Soudan.

## résolutions 1680 à 1689
- Résolution 1680 : sur la situation au Liban, appelant au respect de la résolution 1559 (2004) (adoptée le 17 mai 2006 lors de la 5440e séance).
- Résolution 1681 : la situation entre l’Érythrée et l’Éthiopie.
- Résolution 1682 : la situation en Côte d’Ivoire.
- Résolution 1683 : la situation au Liberia.
- Résolution 1684 : tribunal pénal international chargé de juger les personnes accusées d’actes de génocide ou d’autres violations graves du droit international humanitaire commis sur le territoire du Rwanda et les citoyens rwandais accusés de tels actes ou violations commis sur le territoire d’États voisins entre le 1er janvier et le 31 décembre 1994.
- Résolution 1685 : la situation au Moyen-Orient.
- Résolution 1686 : la situation au Moyen-Orient.
- Résolution 1687 : la situation à Chypre.
- Résolution 1688 : la situation en Sierra Leone.
- Résolution 1689 : la situation au Liberia.

## résolutions 1690 à 1699
- Résolution 1690 : la situation au Timor-Leste.
- Résolution 1691 : admission d'un nouveau membre : la République du Monténégro.
- Résolution 1692 : la situation au Burundi.
- Résolution 1693 : la situation concernant la République démocratique du Congo.
- Résolution 1694 : la situation au Liberia.
- Résolution 1695 : lettre datée du 4 juillet 2006, adressée au Président du Conseil de sécurité par le Représentant permanent du Japon auprès de l’Organisation des Nations unies (S/2006/481).
- Résolution 1696 : sur la non prolifération des armes nucléaires, demandant à l'Iran de stopper l'enrichissement d'uranium.
- Résolution 1697 : la situation au Moyen-Orient.
- Résolution 1698 : la situation concernant la République démocratique du Congo.
- Résolution 1699 : questions d’ordre général relatives aux sanctions.

## résolutions 1700 à 1709
- Résolution 1700 : la situation concernant l’Irak.
- Résolution 1701 : appelant en tout premier lieu à une « cessation totale des hostilités », en particulier « la cessation immédiate par le Hezbollah de toutes ses attaques » et « la cessation immédiate par Israël de toutes ses opérations militaires offensives ». Elle appelle ensuite « le gouvernement du Liban et la Force intérimaire des Nations unies au Liban (FINUL)[1] à déployer leurs forces de concert à travers le Sud (du Liban) » et le gouvernement israélien « lorsque commencera ce déploiement, à retirer en parallèle toutes ses forces du Sud-Liban ».
- Résolution 1702 : la situation concernant Haïti.
- Résolution 1703 : la situation au Timor-Leste.
- Résolution 1704 : créant la Mission intégrée des Nations unies au Timor-Leste.
- Résolution 1705 : tribunal pénal international chargé de juger les personnes accusées d’actes de génocide ou d’autres violations graves du droit international humanitaire commis sur le territoire du Rwanda et les citoyens rwandais accusés de tels actes ou violations commis sur le territoire d’États voisins entre le 1er janvier et le 31 décembre 1994.
- Résolution 1706 : rapports du secrétaire général sur le Soudan.
- Résolution 1707 : la situation en Afghanistan.
- Résolution 1708 : la situation en Côte d’Ivoire.
- Résolution 1709 : rapports du secrétaire général sur le Soudan.

## résolutions 1710 à 1719
- Résolution 1710 : la situation entre l’Érythrée et l’Éthiopie.
- Résolution 1711 : la situation concernant la République démocratique du Congo.
- Résolution 1712 : la situation au Liberia.
- Résolution 1713 : rapports du secrétaire général sur le Soudan.
- Résolution 1714 : rapports du secrétaire général sur le Soudan.
- Résolution 1715 : recommandation concernant la nomination du Secrétaire général de l’Organisation des Nations unies.
- Résolution 1716 : la situation en Géorgie.
- Résolution 1717 : tribunal pénal international chargé de juger les personnes accusées d’actes de génocide ou d’autres violations graves du droit international humanitaire commis sur le territoire du Rwanda et les citoyens rwandais accusés de tels actes ou violations commis sur le territoire d’États voisins entre le 1er janvier et le 31 décembre 1994.
- Résolution 1718 : condamnant la Corée du Nord à la suite de son essai nucléaire en octobre[2].
- Résolution 1719 : la situation au Burundi.

## résolutions 1720 à 1729
- Résolution 1720 : la situation concernant le Sahara occidental.
- Résolution 1721 : la situation en Côte d’Ivoire.
- Résolution 1722 : la situation en Bosnie-Herzégovine.
- Résolution 1723 : la situation concernant l’Irak.
- Résolution 1724 : la situation en Somalie.
- Résolution 1725 : qui autorise le déploiement d'une « mission de protection et de formation en Somalie » (adoptée le 6 décembre 2006).
- Résolution 1726 : la situation en Côte d’Ivoire.
- Résolution 1727 : la situation en Côte d’Ivoire.
- Résolution 1728 : la situation à Chypre.
- Résolution 1729 : la situation au Moyen-Orient.

## résolutions 1730 à 1738
- Résolution 1730 : questions générales relatives aux sanctions.
- Résolution 1731 : la situation au Liberia.
- Résolution 1732 : questions générales relatives aux sanctions.
- Résolution 1733 : hommage au Secrétaire général sortant.
- Résolution 1734 : la situation en Sierra Leone.
- Résolution 1735 : menaces à la paix et à la sécurité internationales résultant d’actes terroristes.
- Résolution 1736 : la situation concernant la République démocratique du Congo.
- Résolution 1737 : non-prolifération.
- Résolution 1738 : protection des civils dans les conflits armés.